# Martin Joseph Prandstätter
Martin Joseph Prandstätter (* 5. Oktober 1760 in Wien; † 25. Juni 1798 in Munkács) war Dichter und Magistratsbeamter in Wien. Er wurde 1795 wegen seiner Nichtanzeige seiner Bekannten, der Wiener Jakobiner Franz Hebenstreit und Andreas Riedel sowie seinen demokratischen Bestrebungen zu 30 Jahren Kerkerhaft verurteilt.

## Leben
Martin Joseph Prandstätter war der Sohn des Wiener Stadt- und Landesgerichtsbeisitzer Johann Ferdinand Prandstätter und von Anna Rose. Er war das älteste von sieben Geschwistern. Er wurde in der Leopoldstadt geboren und wuchs dort auf. Bis zu seiner Verhaftung wohnte er dort. Als er 16 Jahre alt war, starb seine Mutter. Sein Vater wurde bald schwer krank, und seine Pflege verschlang das gesamte Einkommen der Kinder.
Er studiert Philosophie, Recht und Ästhetik an der Universität Wien. Gleichzeitig schrieb er Gedichte und war mit zwanzig Jahren bekannt genug, dass er für ein Jahr Herausgeber des Wienerischen Musen-Almanachs wurde. Seine Dichterkollegen und Freunde sind Aloys Blumauer und Joseph Franz von Ratschky. Sein Gedicht Die Fröhlichkeit wurde 1815 von Franz Schubert vertont (D 262).
Martin Joseph Prandstätter wurde 1782 Freimaurer und am 24. April in die Loge Zum heiligen Joseph aufgenommen. Gemeinsam mit dem Freund und Dichter Johann Baptist von Alxinger wurde er am 11. Februar 1785 in die Loge Zur wahren Eintracht affiliert, am selben Abend, an dem dort auch Joseph Haydn initiiert wurde.
1783 wurde Martin Joseph Prandstätter über die Vermittlung seines Vaters Magistratsbeamter beim Wiener Gericht. Dort traf er auf den ebenfalls dichtenden Beamtenkollegen und Offizier Kajetan Gilowsky, über den er Andreas Riedel und Franz Hebenstreit kennenlernte.
In den nächsten Jahren arbeitete er als Magistratsbeamter, war engagierter Freimaurer und beteiligte sich an den Diskussionen um die Französische Revolution. Gleichzeitig wurde er wegen der hohen Schulden seine Familie zweimal gepfändet. Im Februar 1794 starb sein Vater und Martin Joseph Prandstätter wurde Vormund seiner Geschwister. Nur langsam war es der Familie gelungen, aus der Schuldenkrise herauszukommen, doch waren 1794 quasi alle Schulden beglichen.
Am 1. August 1794 wurde Martin Joseph Prandstätter verhaftet. Zwei Wochen zuvor waren seine politisch engagierten Freunde und Bekannte verhaftet worden. Nach einem Schauprozess wurde er mit Dutzenden anderen zu langjährigen Gefängnisstrafen verurteilt. Martin Joseph Prandstätter wurde in Anbetracht dessen, dass er als Beamter die anderen nicht früher angezeigt hatte, zu 30 Jahren langwierigen schwersten Gefängisse verurteilt. Er starb am 25. Juni 1798 an Entzündungen und Schwäche im Festungsgefängnis von Munkács.

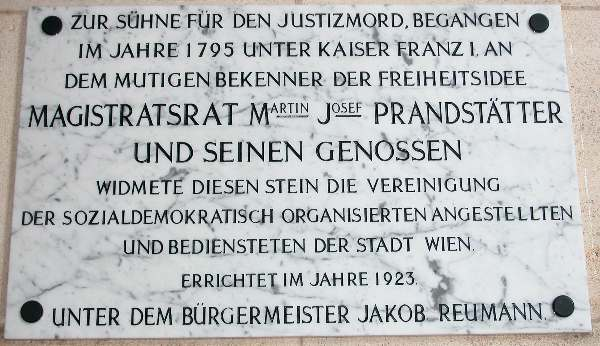
Gedenktafel für Martin Josef Prandstätter am Wiener Rathaus (Turm)

1923 brachten die Mitglieder der Vereinigung sozialdemokratisch organisierter Angestellten und Bediensteten der Stadt Wien eine Gedenktafel zu Ehren von Martin Joseph Prandstätter am Hauptturm des Wiener Rathauses an.